# La mesa del coronel
La mesa del coronel fue un programa de investigación español presentado por el militar Pedro Baños Bajo. El espacio, producido por Alma Producciones Digitales, se emitió ocasionalmente en el prime time de Cuatro desde el 8 de septiembre de 2019 al 29 de diciembre del mismo año.
El programa trata sobre la parte desconocida de cualquier tema de la actualidad, la geopolítica, los conflictos internacionales, la inteligencia, la seguridad, el terrorismo, el espionaje o las conspiraciones, entre otros, todo ello a través de la investigación y el análisis y con la presencia de expertos en cada materia.

## Historia
La mesa del coronel se estrenó el 8 de septiembre de 2019 con un episodio dedicado al espionaje electrónico de la telefonía móvil. Con ello, Baños se convirtió en el primer militar de la democracia española en encabezar un programa de televisión, dotado también de permiso por parte de las Fuerzas Armadas para invitar a otros militares españoles de uniforme. El programa se caracterizó por una emisión no periódica, lanzando sólo cuatro episodios más hasta fin de año, aunque cosechando más de medio millón de espectadores en el prime time de los domingos por la noche.

## Equipo del programa

### Presentadores
- Pedro Baños Bajo (dirección y presentación)
- Pablo Fuente (presentación de segmento)
- VisualPolitik (presentación de segmento)

### Invitados
- Soha Abboud-Haggar (doctora en Asuntos Árabes e Islámicos, Universidad Complutense de Madrid)
- Marc Amorós (periodista)
- José Javier Esparza Torres (periodista)
- José Manuel Ávalos (consultor de ciberseguridad, Comunidad de Inteligencia y Seguridad Global)
- Marta Blázquez (empresaria, Faconauto)
- Juan Antonio de Castro de Arespacochaga (escritor y doctor en Ciencias Económicas)
- Pilar Cebrián (periodista)
- Ricardo Espíritu Navarro (coronel del Ejército de Tierra)
- Eric Frattini (periodista)
- Pedro Fresco (químico)
- Andrea García Rodríguez (analista y experto en ciberseguridad)
- Alexandra Gil (periodista)
- José María Gil Garre (periodista, Instituto de Seguridad Global)
- Elena Gómez del Pozuelo (empresaria, Asociación Española de la Economía Digital)
- Manuel González Hernández (teniente coronel del Ejército de Tierra)
- Adolfo Hernández (experto en ciberseguridad)
- Esteban Hernández (periodista)
- Clara Jiménez Cruz (periodista, International Fact-Checking Network)
- Cristina López Tárrida (ingeniera industrial y especialista en psicohacking)
- Alejandro Macarrón (ingeniero de telecomunicaciones, Fundación Renacimiento Demográfico)
- Jaime Martín Juez (ingeniero industrial, Repsol)
- Sara Muñoz (economista y politóloga)
- Marta Peirano (periodista)
- Pilar Requena (periodista, Universidad Complutense de Madrid)
- Guillermo Rocafort (abogado y economista)
- Alberto Rojas (periodista)
- Asunción Ruiz (bióloga, SEO/Birdlife)
- Mohamed Said Alilech (imán, Asociación de Jóvenes Musulmanes de España)
- Sara Saif Korayem (relaciones internacionales, The Political Room)
- Cristina Seguí (escritora y política)
- Patricia Simón Carrasco (periodista)
- Jesús Soria (periodista)
- Antonio Turiel Martínez (físico, Consejo Superior de Investigaciones Científicas)
- Samanta Villar (periodista)

## Episodios
| N.º | Título                       | Fecha de emisión        | Audiencia      |
| --- | ---------------------------- | ----------------------- | -------------- |
| 1   | Espionaje del móvil          | 8 de septiembre de 2019 | 754 000 (5,7%) |
| 2   | Operación Diésel             | 6 de octubre de 2019    | 615 000 (3,8%) |
| 3   | Caza al fake                 | 8 de diciembre de 2019  | 587 000 (3,6%) |
| 4   | La bomba demográfica         | 22 de diciembre de 2019 | 660 000 (3,8%) |
| 5   | Yihad: enemigo a las puertas | 29 de diciembre de 2019 | 608 000 (3,7%) |